# Thé au beurre
Pour les articles homonymes, voir Beurre (homonymie).
Le thé au beurre salé, ou thé au beurre de yak, également connu sous le nom de po cha (tibétain : བོད་ཇ, Wylie : bod ja, traduit par « thé tibétain »), cha süma (tibétain : ཇ་སྲུབ་མ་, Wylie : ja srub ma, littéralement : « thé baratté »), chinois : 酥油茶 ; pinyin : sūyóu chá ; litt. « thé au beurre »), est une boisson typique de la culture tibétaine, consommée dans l'espace himalayen, au Bhoutan, en Chine, en Inde et au Népal et surtout au Tibet. Elle est faite à partir de thé, de beurre de dri (femelle du yak), et de sel.

## Préparation
Voici une recette pour 5 tasses, incluant 125 ml de feuilles de thé de Darjeeling, 1,25 litre d'eau, 60 ml de beurre, 5 ml (une cuillère à thé) de sel : 
- L'eau et le thé sont portés à ébullition pendant 2 minutes dans une casserole.

- L'infusion est versée dans une baratte ou une théière au travers d'une passoire. On ajoute le beurre et le sel.

- On mélange durant plus d'une minute.

- On peut alors consommer le thé au beurre ainsi préparé, ou y ajouter de la tsampa, la farine d'orge grillé.

On peut aujourd'hui trouver ce type de thé en sachets, avec les différents ingrédients déjà mélangés, prêt à être mélangé à de l'eau bouillante.[réf. nécessaire]

## Propriétés
Le thé au beurre salé apporte hydratation et lipide, évitant les gerçures de lèvres. 
Toutefois, sa trop grande consommation est associée à l'hypertension, fréquente chez les personnes âgées de la communauté tibétaine. 